# Saint-Laurent-des-Autels
Saint-Laurent-des-Autels ([sɛ̃ loˈʁɑ̃ de.z‿oˈtɛl] ⓘ) ist eine Ortschaft und eine ehemalige französische Gemeinde mit 2248 Einwohnern (Stand: 1. Januar 2022) im Département Maine-et-Loire in der Region Pays de la Loire. Sie gehörte zum Arrondissement Cholet. Die Einwohner werden Laurentais und Laurentaises genannt.
Der Erlass der Präfektin vom 23. November 2015 legte mit Wirkung zum 15. Dezember 2015 die Eingliederung von Saint-Laurent-des-Autels als Commune déléguée zusammen mit den früheren Gemeinden Champtoceaux, Bouzillé, Drain, Landemont, La Varenne, Liré, Saint-Christophe-la-Couperie, und Saint-Sauveur-de-Landemont zur Commune nouvelle Orée d’Anjou fest.

## Geografie

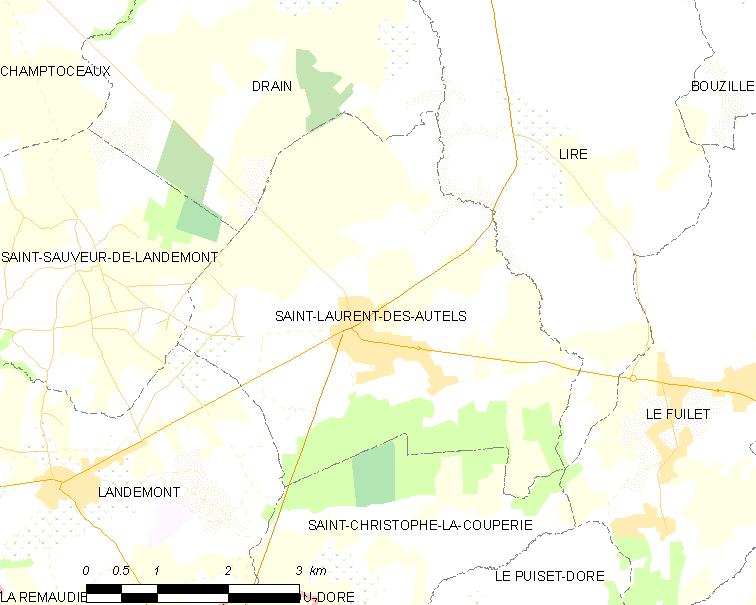
Karte von Saint-Laurent-des-Autels

Saint-Laurent-des-Autels liegt etwa 53 Kilometer westsüdwestlich von Angers, etwa 35 Kilometer nordwestlich von Cholet und etwa 28 Kilometer ostnordöstlich von Nantes in der Région naturelle der Mauges, Teil der historischen Provinz des Anjou.
Saint-Laurent-des-Autels befindet sich an den südöstlichen Ausläufern des Armorikanischen Massivs. Aus geologischer Sicht befindet sich das Ortsareal vollständig auf metamorphem Gestein aus dem unteren Silur. Der tonhaltige Boden liefert Material für die Produktion von Ziegelsteinen und Fliesen.
Das Ortsgebiet liegt im Einzugsgebiet der Loire und wird entwässert vom Ruisseau des Robinets, der es im Nordosten begrenzt, von seinem Nebenfluss, dem zeitweise trockenfallenden Ruisseau de la Foi, sowie von kleineren Fließgewässern.
Der Bodenrelief zeigt eine hügelige Landschaft auf einer Hochebene mit einer höchsten Erhebung von 106 m am nördlichen Rand des ausgedehnten Waldgebiets Forêt de la Foucadière, das einen großen Teil des Südens des Ortsgebiets bedeckt. Im Südosten gibt es das kleinere Waldgebiet Bois du Ponceau. Das Ortszentrum liegt auf etwa 92 m Höhe, der niedrigste Punkt wird mit 25 m im äußersten Norden am Austritt des Ruisseau des Robinets aus dem Ortsgebiet gemessen.
Umgeben wird Saint-Laurent-des-Autels von einer Nachbargemeinde und fünf Communes déléguées von Orée d’Anjou:
|                                           | Drain (Orée d’Anjou)                        |                                        |
| Saint-Sauveur-de-Landemont (Orée d’Anjou) | Kompassrose, die auf Nachbargemeinden zeigt | Liré (Orée d’Anjou)                    |
| Landemont (Orée d’Anjou)                  | Saint-Christophe-la-Couperie (Orée d’Anjou) | Montrevault-sur-Èvre (Berührungspunkt) |

## Geschichte
Erwähnungen mit früheren Formen des Ortsnamens waren Ecclesia Sancti Laurencii de Altaribus (1100–1120), La parroysse de Sainct Laurens des Aultiers (1495), St-Laurent-des-Aultiers (1539), La chapelle St-L.-des-A. (1596), Saint Laurent des Autels (1793).
Auf dem Gebiet des Orts wurden drei Äxte aus poliertem Stein gefunden. In gallorömischer Zeit durchquerte die Römerstraße von Montfaucon-sur-Moine nach Champtoceaux das Ortsgebiet.
Der Namenszusatz „des Autels“ oder „des Autiers“ weist auf eine Filialkapelle hin, die isoliert und abseits gelegen war. Sie besaß keinen Vikar und war bis zur Mitte des 18. Jahrhunderts der Pfarrgemeinde Drain zugehörig. Erst 1770 wurde Saint-Laurent als eigenständige Gemeinde abgetrennt. Die Kapelle wurde entsprechend vom Bischof von Nantes zur Pfarrkirche erhoben. Das Lehen gehörte 1789 dem Prinzen von Condé, gleichzeitig Baron von Champtoceaux.
Am Ende des Ancien Régime gehörte die Pfarrgemeinde zum Archidiakonat von Nantes, zum Dekanat Clisson, zur Élection, Sénéchaussée und zum Einzugsgebiet der Aides von Angers sowie zum Einzugsgebiet der Gabelle von Saint-Florent-le-Vieil.
Die Höllenkolonnen unter General Étienne Cordelier biwakierten östlich des Dorfzentrums am 16. und 17. März 1794 und ermordeten 105 Männer, 67 Frauen und 72 Kinder. Sie verscharrten die Toten in verschiedenen Gräben. Auf einer dieser Gräben ist im 19. Jahrhundert die sogenannte Märtyrerkapelle errichtet worden. Das Dorf und Bauernhöfe wurden in Brand gesteckt und die Truppe zog anschließend nach Landemont und Le Loroux-Bottereau weiter.

## Bevölkerungsentwicklung
| Saint-Laurent-des-Autels: Einwohnerzahlen von 1793 bis 2020                                                                | Saint-Laurent-des-Autels: Einwohnerzahlen von 1793 bis 2020 | Saint-Laurent-des-Autels: Einwohnerzahlen von 1793 bis 2020 | Saint-Laurent-des-Autels: Einwohnerzahlen von 1793 bis 2020 | Saint-Laurent-des-Autels: Einwohnerzahlen von 1793 bis 2020 |
| --- | ----------------------------------------------------------- | ----------------------------------------------------------- | ----------------------------------------------------------- | ----------------------------------------------------------- |
| Jahr |                                                             |                                                             |                                                             | Einwohner                                                   |
| 1793 | 1793                                                        |                                                             | 1.139                                                       | 1.139                                                       |
| 1800 | 1800                                                        |                                                             | 837                                                         | 837                                                         |
| 1806 | 1806                                                        |                                                             | 841                                                         | 841                                                         |
| 1821 | 1821                                                        |                                                             | 1.144                                                       | 1.144                                                       |
| 1831 | 1831                                                        |                                                             | 1.154                                                       | 1.154                                                       |
| 1836 | 1836                                                        |                                                             | 1.246                                                       | 1.246                                                       |
| 1841 | 1841                                                        |                                                             | 1.290                                                       | 1.290                                                       |
| 1846 | 1846                                                        |                                                             | 1.364                                                       | 1.364                                                       |
| 1851 | 1851                                                        |                                                             | 1.416                                                       | 1.416                                                       |
| 1856 | 1856                                                        |                                                             | 1.416                                                       | 1.416                                                       |
| 1861 | 1861                                                        |                                                             | 1.431                                                       | 1.431                                                       |
| 1866 | 1866                                                        |                                                             | 1.487                                                       | 1.487                                                       |
| 1872 | 1872                                                        |                                                             | 1.534                                                       | 1.534                                                       |
| 1876 | 1876                                                        |                                                             | 1.530                                                       | 1.530                                                       |
| 1881 | 1881                                                        |                                                             | 1.512                                                       | 1.512                                                       |
| 1886 | 1886                                                        |                                                             | 1.517                                                       | 1.517                                                       |
| 1891 | 1891                                                        |                                                             | 1.445                                                       | 1.445                                                       |
| 1896 | 1896                                                        |                                                             | 1.360                                                       | 1.360                                                       |
| 1901 | 1901                                                        |                                                             | 1.317                                                       | 1.317                                                       |
| 1906 | 1906                                                        |                                                             | 1.242                                                       | 1.242                                                       |
| 1911 | 1911                                                        |                                                             | 1.225                                                       | 1.225                                                       |
| 1921 | 1921                                                        |                                                             | 1.068                                                       | 1.068                                                       |
| 1926 | 1926                                                        |                                                             | 1.070                                                       | 1.070                                                       |
| 1931 | 1931                                                        |                                                             | 1.066                                                       | 1.066                                                       |
| 1936 | 1936                                                        |                                                             | 1.030                                                       | 1.030                                                       |
| 1946 | 1946                                                        |                                                             | 1.030                                                       | 1.030                                                       |
| 1954 | 1954                                                        |                                                             | 1.020                                                       | 1.020                                                       |
| 1962 | 1962                                                        |                                                             | 1.062                                                       | 1.062                                                       |
| 1968 | 1968                                                        |                                                             | 1.136                                                       | 1.136                                                       |
| 1975 | 1975                                                        |                                                             | 1.210                                                       | 1.210                                                       |
| 1982 | 1982                                                        |                                                             | 1.319                                                       | 1.319                                                       |
| 1990 | 1990                                                        |                                                             | 1.510                                                       | 1.510                                                       |
| 1999 | 1999                                                        |                                                             | 1.496                                                       | 1.496                                                       |
| 2006 | 2006                                                        |                                                             | 1.909                                                       | 1.909                                                       |
| 2013 | 2013                                                        |                                                             | 2.286                                                       | 2.286                                                       |
| 2020 | 2020                                                        |                                                             | 2.202                                                       | 2.202                                                       |
| Quelle(n): EHESS/Cassini bis 1999, INSEE ab 2006 Anmerkung(en): Ab 1962 offizielle Zahlen ohne Einwohner mit Zweitwohnsitz |                                                             |                                                             |                                                             |                                                             |

Der Bevölkerungsrückgang am Ende des 18. und zu Beginn des 19. Jahrhunderts ist eine Folge der Unruhen im Rahmen des Aufstands der Vendée.

## Sehenswürdigkeiten
- Schloss Le Ponceau aus dem 14. Jahrhundert mit seiner kleinen Kapelle aus dem 17. Jahrhundert
- Schloss La Faucaudière an der Grenze zum Nachbarort Saint-Christophe-la-Couperie aus dem 19. Jahrhundert, heute ein Gästehaus
- Neogotische Pfarrkirche Saint-Laurent aus dem 19. Jahrhundert
- Märtyrerkapelle, errichtet 1878, mit einer Liste der Opfer der Französischen Revolution aus Saint-Florent-le-Vieil
- Ehemalige Windmühle aus dem 18. Jahrhundert
- Eiche mit sechs Stämmen im östlichen Teil des Forêt de la Foucadière
- Tierpark Natural' Parc

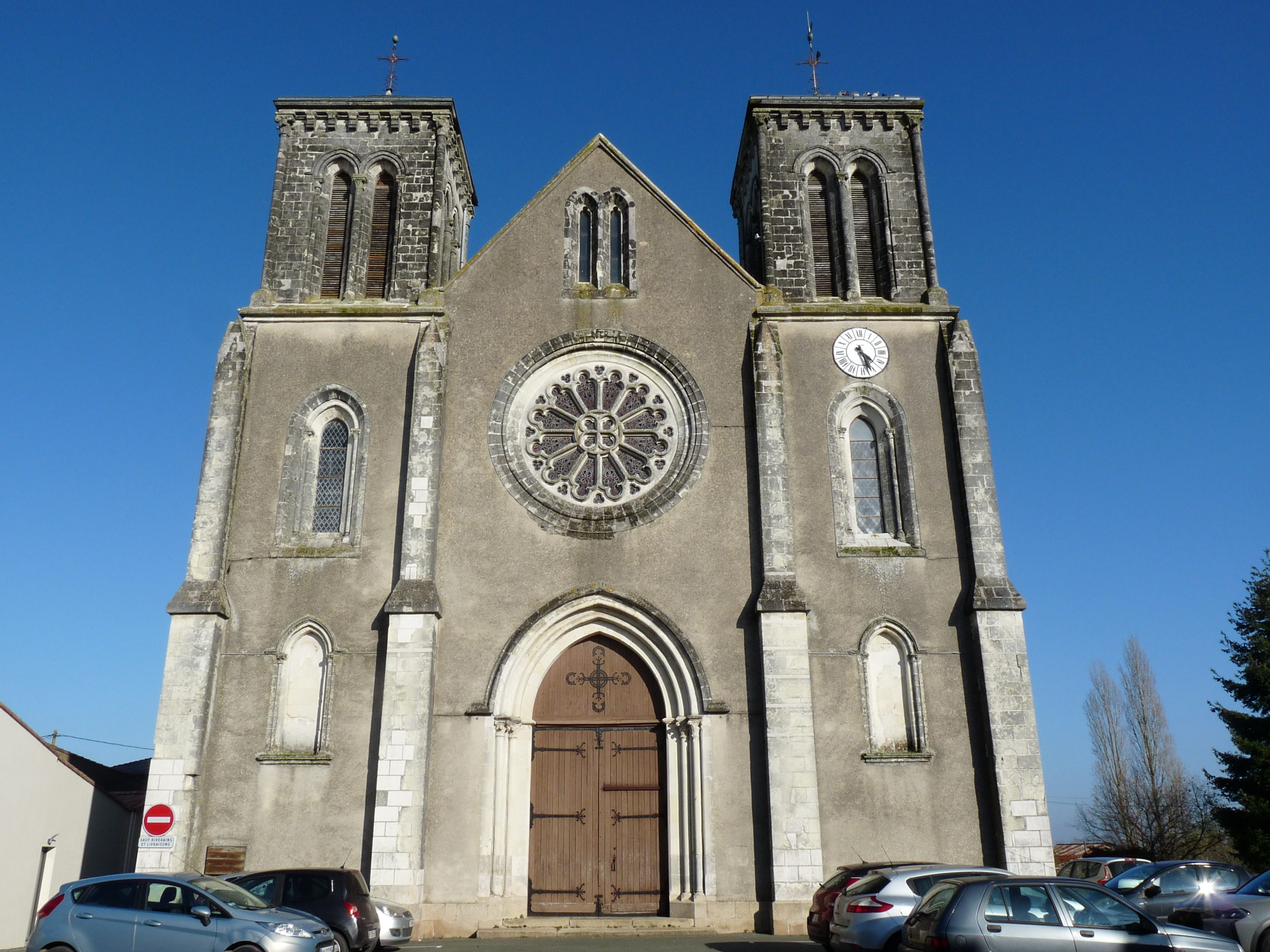
Neogotische Pfarrkirche Saint-Laurent - Außenansicht
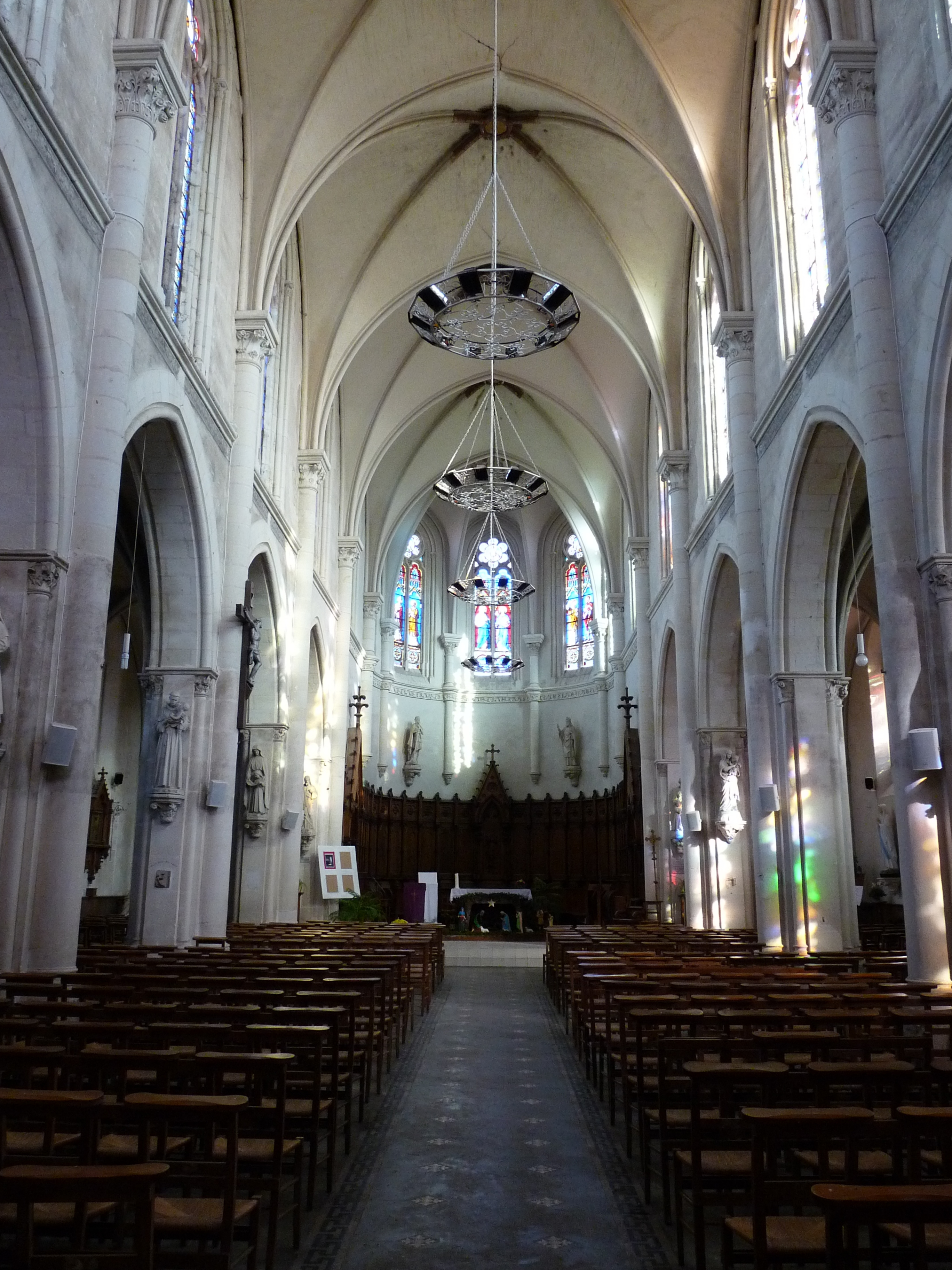
Pfarrkirche Saint-Laurent – Innenansicht
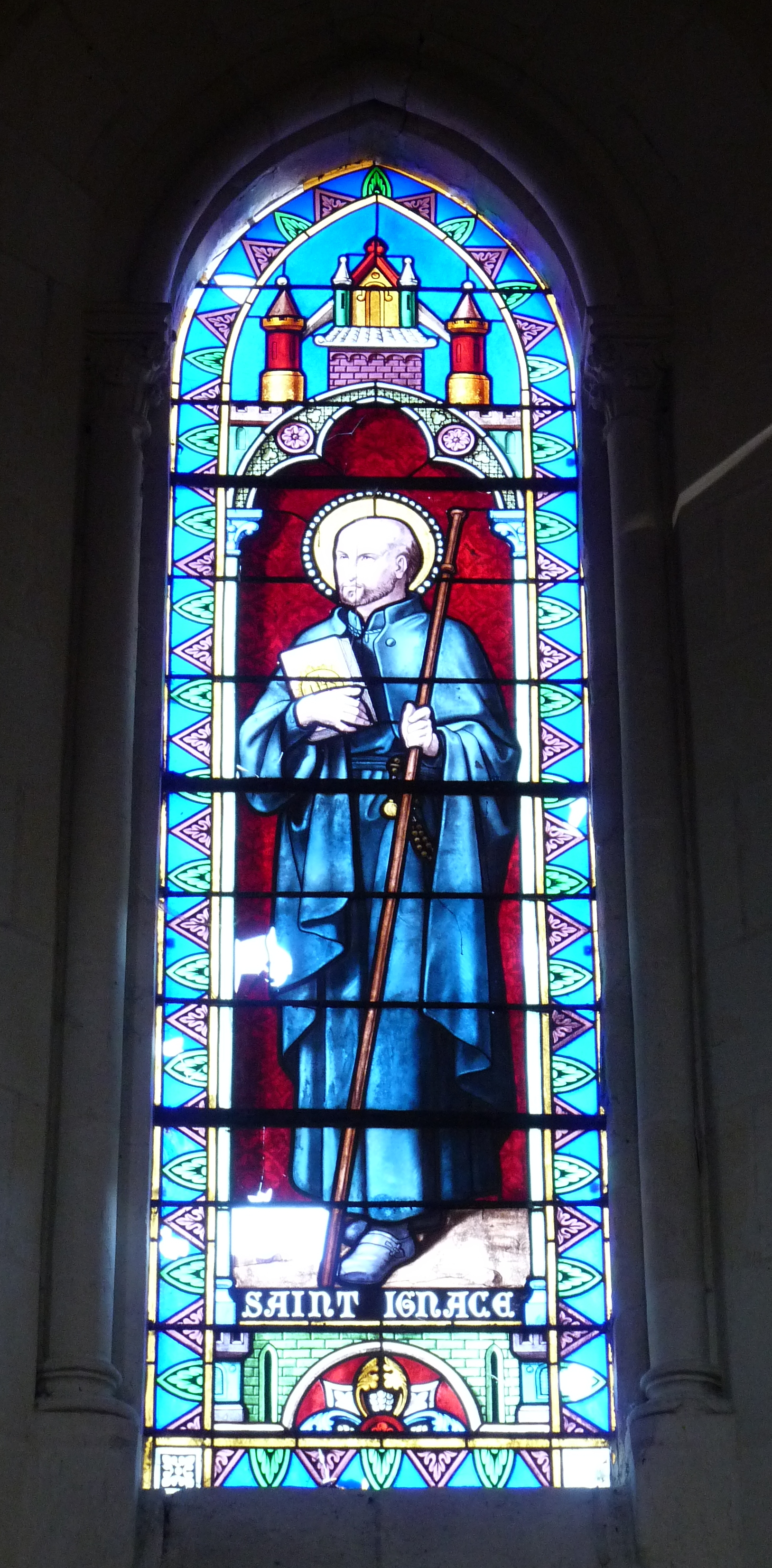
Pfarrkirche Saint-Laurent – Bleiglasfenster
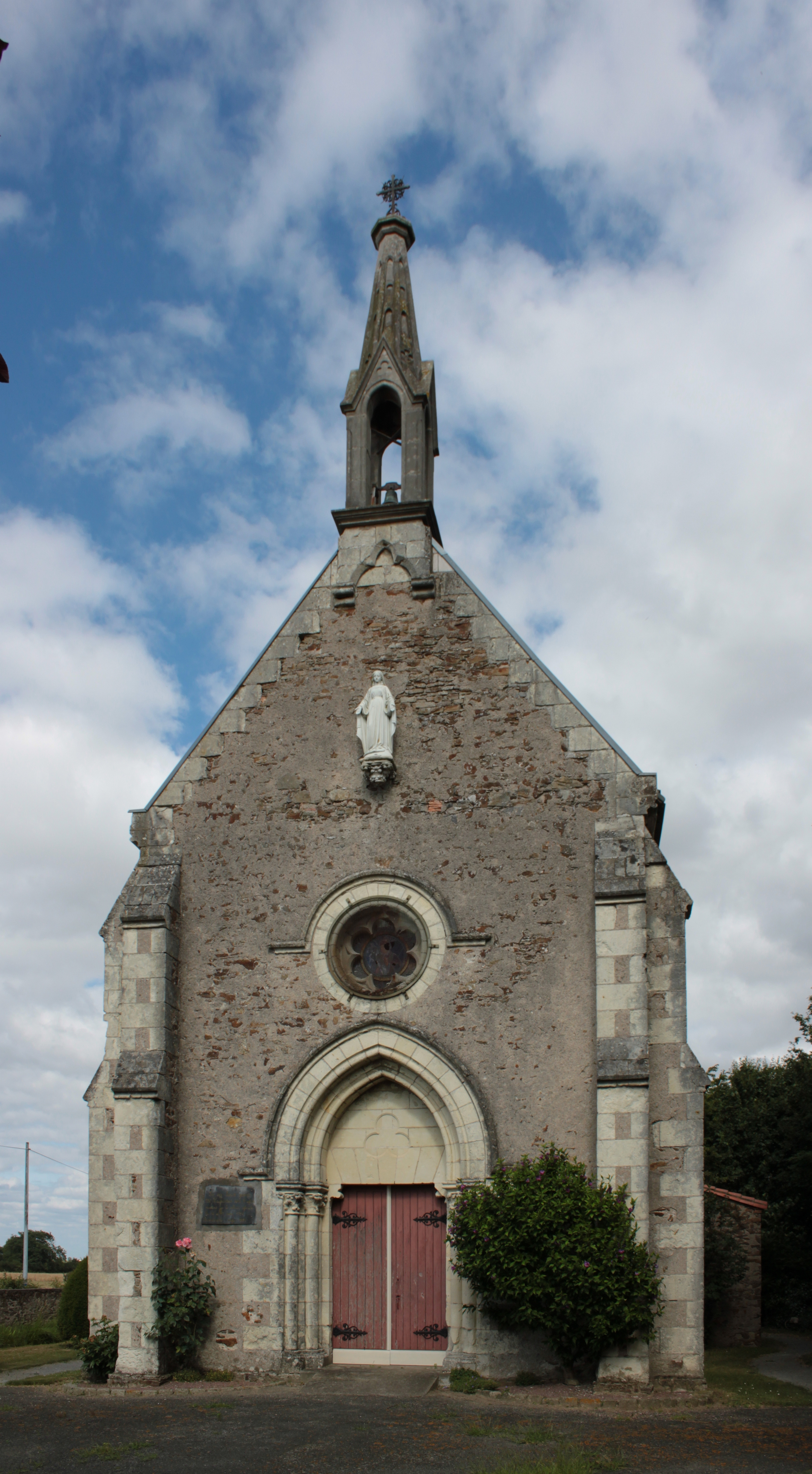
Märtyrerkapelle

## Belege
1. ↑  Recueil spécial des actes administratifs de la préfecture. (PDF) Département Maine-et-Loire, 25. November 2015, S. 15–17, abgerufen am 20. August 2025 (französisch).
2. 1 2  Célestin Port, Seiten 143–146
3. 1 2  Notice Communale Saint-Laurent-des-Autels. EHESS, abgerufen am 20. August 2025 (französisch).
4. ↑  Populations légales 2006 Commune de Saint-Laurent-des-Autels (49296). INSEE, abgerufen am 20. August 2025 (französisch).
5. ↑  Populations légales 2013 Commune de Saint-Laurent-des-Autels (49296). INSEE, abgerufen am 20. August 2025 (französisch).
6. ↑  Populations légales 2020. INSEE, abgerufen am 20. August 2025 (französisch).